# Beau Thompson
Beau Thompson (* 3. März 1989) ist ein kanadischer Biathlet.
Beau Thompson nahm 2009 in Canmore an den Junioren-Weltmeisterschaften teil und wurde vor heimischer Kulisse 59. des Einzels, 67. des Sprints sowie mit Matt Neumann, Stuart Lodge und Joel Pacas 15. im Staffelrennen. An selber Stelle startete er auch bei den Junioren-Wettkämpfen der Kanadischen Meisterschaften 2010 und gewann im Einzel und dem Sprint die Titel, wurde hinter Neumann Vizemeister im Verfolgungsrennen sowie mit Tana Chesham und Scott Gow als erste Vertretung Albertas Dritter im Mixed-Staffelwettbewerb. Bei den Männern im Leistungsbereich tritt Thompson seit der Saison 2010/11 an. Schon bei seinem ersten Rennen im Biathlon-NorAm-Cup wurde er hinter Robin Clegg und vor Jon Skinstad Zweiter eines Sprints in Canmore, beim darauf basierenden Verfolgungsrennen kam er auf den dritten Rang, nachdem sich Joel Pacas zwischen ihn und Clegg geschoben hatte. Auch in Jericho wurde er nochmals Dritter eines Verfolgungsrennens. Bei den kanadischen Meisterschaften 2011 in Charlo gewann er mit Zina Kocher und Nathan Smith die Goldmedaille im Mixed-Staffelrennen.